# Gruppo Giochi Preziosi
Gruppo Preziosi S.p.A. è un'azienda italiana con sede a Cogliate, leader del mercato italiano nel settore dei giocattoli tradizionali, fondata nel 1978 da Enrico Preziosi.

## Storia
Il Gruppo Giochi Preziosi nasce nel 1978 come azienda per il commercio all'ingrosso di giocattoli. Successivamente inizia a sviluppare accordi di distribuzione esclusiva con alcuni produttori internazionali di giocattoli.
Nel 2015 produce una serie di gadget relativi all'Expo 2015.
Sempre nel 2015 il gruppo compie una doppia operazione: in primis cede per una trentina di milioni, una quota del 49% del capitale sociale al magnate taiwanese Michael Lee (l'imprenditore di Taiwan rileva, tramite la società Ocean Gold Global, il 38% nelle mani del fondo Clessidra liquidando anche le quote del 14% nel portafoglio di Intesa Sanpaolo del 5% di Idea Capital Funds) e in secundis, stringe un accordo con Artsana della famiglia Catelli per aggregare le attività di vendita di entrambi i gruppi attraverso la nascita di una nuova compagnia in cui confluiscono i negozi Prenatal (230), Toys Center (130), Bimbo Store (40) e i 150 negozi di Giochi Preziosi in Francia tramite King Jouets per un totale di oltre 550 punti vendita in Europa. Dalla duplice iniziativa il gruppo incassa poco più di cento milioni che, insieme alla liquidità presente nel bilancio 2014, gli permette di rimborsare 160 milioni su un debito residuo che nel giugno 2014 era di 270 milioni.
Nel 2016 si propone per l'acquisizione della Nuova Faro, ma l'operazione non ha successo.
Nel 2017 Giochi Preziosi cede alla socia Artsana, per un centinaio di milioni, il 50% della società nata nel 2015 per aggregare le loro attività nelle vendite. Sempre nello stesso anno Enrico Preziosi, il presidente del gruppo, riacquista la partecipazione di minoranza ceduta un paio d'anni prima ai cinesi di Ocean Gold Global.
Nel luglio 2019 il gruppo acquisisce da Paladin Capital Partners l'azienda di peluche Trudi, con i relativi marchi "Trudi" e "Sevi". Sempre in luglio il gruppo perfeziona l'acquisto di Famosa Toys, principale azienda nazionale nel mercato spagnolo, controllata dal 2010 da Sun Partners Capital, per una cifra tra i 150-200 milioni.

## Gruppo
La Enrico Preziosi srl è la società personale che agisce nella Fingiochi spa, a cui appartiene il gruppo Preziosi. Alcune delle aziende e marchi del gruppo sono:
- Giochi Preziosi S.p.A.
- Giochi Preziosi Italia S.r.l.
- Giocheria S.p.A.
- Giocoplast Natale S.p.A.
- Grandi Giochi S.r.l.
- Trudi S.p.A.
- Giochi Preziosi Store S.r.l.
- Giochi Preziosi GDO S.r.l.
- GPH S.r.l.
- PN Toys S.r.l.
- Startrade S.r.l.
- Green S.r.l.
- Capriccio Group S.r.l.
- Il Capriccio S.r.l.
- Big Toys S.r.l.
- Stilo S.r.l.
- GP‐RIV S.r.l.
- Blue Dolls S.L.U.
- Giochi Preziosi EĞİTİM ARAÇLARI TİCARET ANONİM ŞİRKETİ (GP TURKEY)
- Giochi Preziosi France S.A.S.
- Giochi Preziosi Hellas S.A
- GP Services HK Limited
- GP Toys France S.A.S.
- Giochi Preziosi Swiss SA
- Trudi GmbH
- Fabricas Agrupadas De Muñecas Onil S.A.U.
- Famosa Animation S.L.U
- Famosa Holdings S.L.U
- Famosa International Ltd.
- Famosa Italia S.r.L.
- Famosa North America Ltd.
- Famosa Portugal Boneca e Brinquedos Unipessoal Lda.
- Famosa Servicios S.A. de C.V.
- Juguetes Famosa SA de C.V.
- Play by Play Toys&Novelties Europe S.A.U.

## Prodotti (parziale)
La Giochi Preziosi ha due linee di giocattoli, una originale e l'altra distribuita in licenza.

### Originali
| Linea                      | Categoria                       | Anno                       |
| -------------------------- | ------------------------------- | -------------------------- |
| Cicciobello                | Bambolotto                      | 1962-in produzione         |
| Crystal Ball               | Pasta modellabile               | 1968-in produzione         |
| Tanya                      | Bambola di moda                 | 1971-in produzione         |
| Sbrodolina                 | Bambola                         | 1990-in produzione         |
| I Versacchiosi             | Teste di Gomma                  | 1991                       |
| Canta Tu                   | Impianto karaoke                | 1994-in produzione         |
| Ma chi è?                  | Gioco da tavolo                 | 1996                       |
| Orso Tatù                  | Pupazzo                         | 1998                       |
| Quizzettone                | Quiz elettronico                | 1999                       |
| Emiglio                    | Robot                           | 1994 -In produzione        |
| Ciro - L'orso parlante     | Peluche interattivo             | 2001                       |
| Tifosotto                  | Memorabilia                     | 2002                       |
| Questo gioco del ca...lcio | Gioco da tavolo                 | 2003                       |
| Gormiti                    | Miniature, carte collezionabili | 2004-in produzione V.Smile |
| Dinofroz                   | Miniature                       | 2012-in produzione         |
| Glimmies                   | Memorabilia, bambole            | 2017-in produzione         |
| Gopop                      | Accessori scolastici, zaini     | 2017-in produzione         |
| Unique Eyes                | Bambola                         | 2021-in produzione         |

### Distribuiti
| Linea                                         | Licenza                                  | Categoria                                           | Anno                |
| --------------------------------------------- | ---------------------------------------- | --------------------------------------------------- | ------------------- |
| Game & Watch                                  | Nintendo                                 | Schiacciapensieri                                   | 1985                |
| SEGA                                          | SEGA                                     | Console videoludiche                                | 1986-1999           |
| I Cavalieri dello Zodiaco Saint Cloth Series  | Bandai, Toei Animation                   | Personaggi in armatura                              | 1990-1992, 2008     |
| Barcode Battler                               | Epoch                                    | Console videoludiche                                | 1992                |
| Little Dracula                                | Bandai                                   | action figure                                       | 1992                |
| Supervision                                   | Watara                                   | Console portatile                                   | 1992-1996           |
| Sailor Moon                                   | Toei Animation                           | Merchandising, bambole                              | 1995-1997 2010-2011 |
| Gargoyles - Il risveglio degli eroi           | Disney                                   | Merchandising, action figures                       | 1996-1998           |
| Pokémon                                       | OLM                                      | Merchandising                                       | 2000                |
| Digimon                                       | Toei Animation                           | Merchandising                                       | 2000                |
| Dragon Ball                                   | Bird Studio                              | Merchandising, action figures, carte collezionabili | 2000-2013           |
| Diabolik: Track of the Panther                | Saban Entertainment                      | action figures                                      | 2000-2002           |
| Bratz                                         | MGA Entertainment                        | Merchandising, bambole                              | 2001                |
| Gundam Wing                                   | Bandai                                   | Modellismo, merchandising                           | 2002                |
| Cubix                                         | Cinepix                                  | Merchandising, action figures                       | 2002-2004           |
| Hamtaro                                       | TMS Entertainment                        | Merchandising                                       | 2002-2010           |
| Baby Born                                     | Zapf Creation, MGA Entertainment         | Bambole                                             | 2003                |
| Winx Club                                     | Rainbow S.r.l.                           | Merchandising, bambole                              | 2004-2019           |
| Mew Mew - Amiche vincenti                     | Pierrot                                  | Merchandising, bambole                              | 2004-2005           |
| Digiblast                                     | Nikko Europe                             | Console portatile                                   | 2005-2008           |
| Disney Princess                               | Disney                                   | Merchandising, fashion dolls                        | 2000                |
| Fantaghirò                                    | BRB Internacional                        | Merchandising, fashion dolls                        | 2000                |
| Doodle Bear                                   | Play-Along Toys                          | Peluches                                            | 2006                |
| Ben 10                                        | Cartoon Network Studios                  | Merchandising                                       | 2006-2009           |
| Yummi-Land                                    | MGA Entertainment                        | Merchandising, bambole                              | 2007                |
| Mermaid Melody - Principesse sirene           | SynergySP                                | Merchandising, bambole                              | 2007-2008           |
| Sugar Sugar                                   | Pierrot                                  | Merchandising, bambole                              | 2008-2009           |
| ZhuZhu Pets                                   | Cepia                                    | Giocattoli robotici                                 | 2009                |
| Magic Krysalix                                | MGA Entertainment, Zapf Creation         | Merchandising, bambole                              | 2009                |
| Lalaloopsy                                    | MGA Entertainment                        | Pupazzi                                             | 2010                |
| Scan2Go                                       | Cartoon Network Studios                  | Modellismo, merchandising                           | 2010                |
| PopPixie                                      | Rainbow S.r.l.                           | Merchandising, bambole                              | 2011                |
| Jewelpet                                      | Sanrio, Studio Comet                     | Merchandising                                       | 2011                |
| Masha e Orso                                  | Animaccord Animation Studios             | Merchandising                                       | 2011                |
| Mia and Me                                    | Simba Toys, Rainbow S.r.l.               | Merchandising, bambole                              | 2012                |
| Dottoressa Peluche                            | Sparky Entertainment, Disney Junior      | Merchandising                                       | 2013                |
| Robocar Poli                                  | RoiVisual                                | Merchandising, action figures                       | 2014                |
| Little Battlers eXperience                    | Level-5                                  | Modellismo                                          | 2014                |
| LoliRock                                      | Marathon Group, France Télévisions       | Merchandising, bambole                              | 2014                |
| Little Live                                   | Moose Toys                               | Merchandising, robotici                             | 2014                |
| Robottino e amici                             | Fisher-Price                             | Giocattoli robotici                                 | 2015                |
| Miraculous - Le storie di Ladybug e Chat Noir | Bandai, Zagtoon, TF1                     | Merchandising, bambole                              | 2016                |
| Alex & Co                                     | Disney                                   | Merchandising                                       | 2016                |
| Cuppatinis                                    | Jakks Pacific, Studio JP                 | Merchandising, bambole                              | 2017                |
| Super Wings                                   | Qianqi Animation                         | Merchandising, action figures                       | 2017                |
| Superkar                                      | Sunboy                                   | Action figures                                      | 2017                |
| Robot Trains                                  | CJ ENM                                   | Merchandising, action figures                       | 2018                |
| Bizzy Bubs                                    | Moose Toys                               | Bambole robotici                                    | 2018                |
| Vera e il Regno dell'arcobaleno               | Guru Studio, Netflix                     | Merchandising, peluches                             | 2018                |
| Scruff-a-Luvs                                 | Moose Toys                               | Merchandising, peluches                             | 2018                |
| Filly Funtasia                                | Dracco Brands, B-Water Animation Studios | Merchandising, peluches                             | 2019                |